# Mariinszkij Poszad-i járás
A Mariinszkij Poszad-i járás (oroszul Мариинско-Посадский район, csuvas nyelven Сĕнтĕрвăрри районĕ) Oroszország egyik járása Csuvasföldön. Székhelye Mariinszkij Poszad.

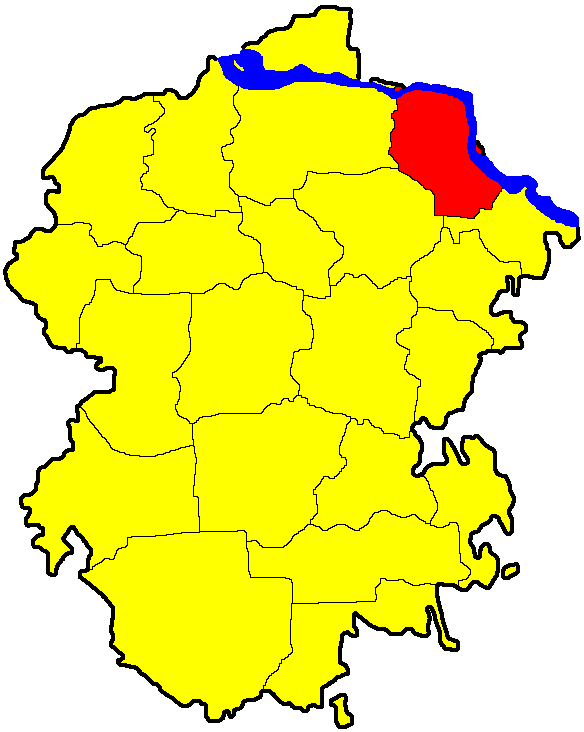
A Mariinszkij Poszad-i járás Csuvasföldön

## Népesség
- 1989-ben 29 069 lakosa volt.
- 2002-ben 26 959 lakosa volt, melynek 79,4%-a csuvas, 19%-a orosz.
- 2010-ben 23 895 lakosa volt.